# Lubomirskiidae
Los lubomírsquidos (Lubomirskiidae) son una familia de esponjas de agua dulce del orden Haplosclerida, descrita por vez primera por Rezvoi en 1936; está constituida por cuatro géneros.

## Géneros
- Baikalospongia Annandale, 1914
- Lubomirskia Dybowsky, 1880
- Rezinkovia Efremova, 2001
- Swartschewskia Makuschok, 1927